# Futbol Kluby Aşgabat
El FC Aşgabat és un club de futbol de Turkmenistan de la ciutat d'Aşgabat.

## Palmarès
- Lliga turcmana de futbol:[1]
  - 2007, 2008

- Supercopa turcmana de futbol:
  - 2007